# Haus des Deutschen Rechts

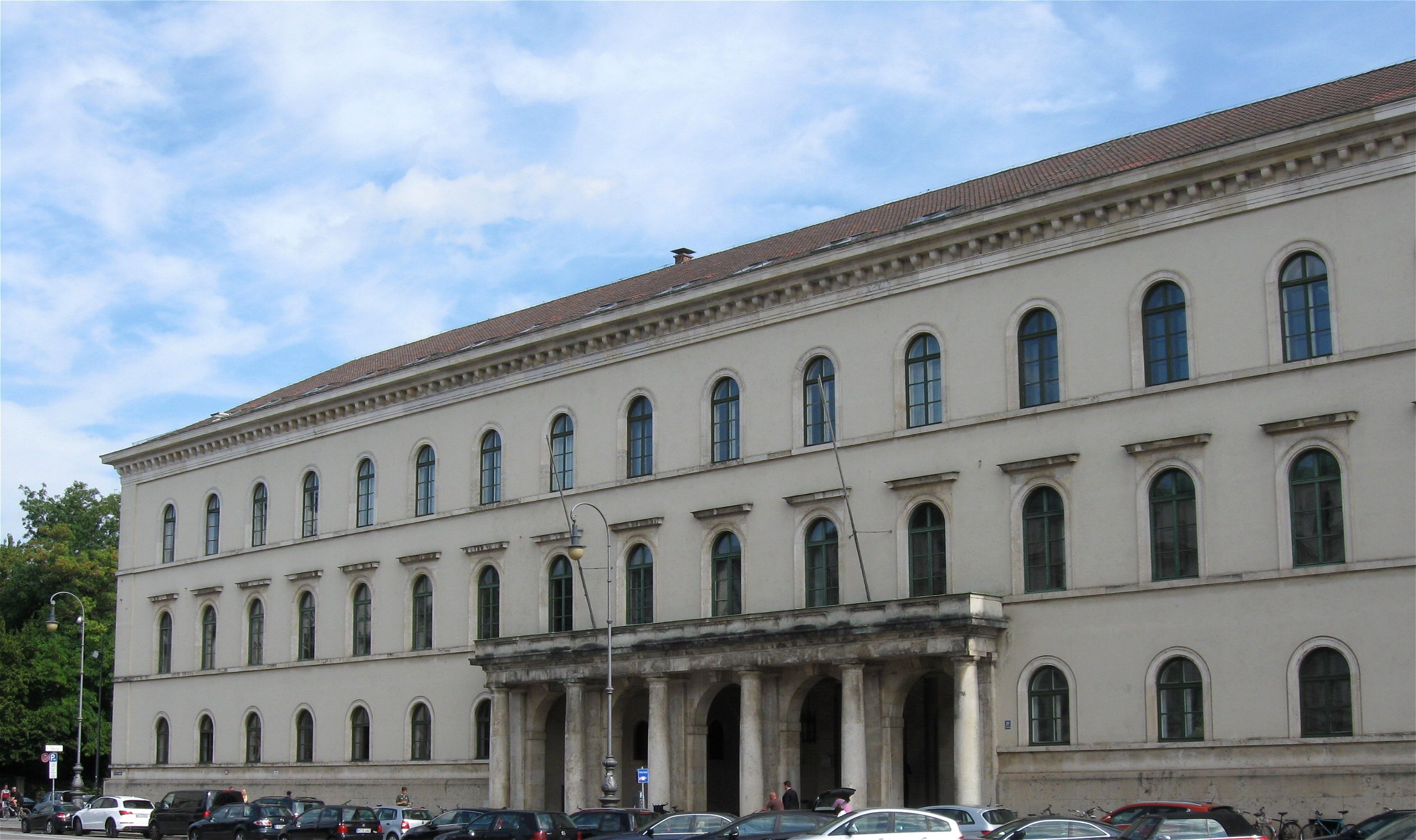
Ludwigstraße 28

Das ehemalige Haus des Deutschen Rechts (heute: Wirtschaftswissenschaftliche Fakultät der Ludwig-Maximilians-Universität und wirtschaftswissenschaftliche Universitätsbibliothek) bildet unmittelbar vor dem Siegestor den nördlichen Abschluss der ostseitigen Bebauung der Ludwigstraße in München. Es trägt die Hausnummer Ludwigstraße 28.

## Geschichte
Der Bau wurde von 1936 bis 1939 nach Plänen des Architekten Oswald Bieber (1874–1955) für die seit 1933 bestehende Akademie für Deutsches Recht (eine Einrichtung zur Neugestaltung des deutschen Rechtslebens im Sinne des nationalsozialistischen Programms) errichtet. Nur einer von ursprünglich geplanten vier Bauabschnitten wurde gebaut. Im Zweiten Weltkrieg wurde er schwer beschädigt (u. a. Verlust des größeren Teils des zweiten Obergeschosses), jedoch nach den Originalplänen wieder aufgebaut.

## Bau
Der langgestreckte neunzehnachsige und dreigeschossige Walmdachbau mit einem über fünf Fensterachsen reichenden, säulengetragenen Mittelportikus lehnt sich stilistisch an die Architekturformen von Friedrich von Gärtner an. Er ist ein geschütztes Baudenkmal (Denkmalliste D-1-62-000-4116).